# Carex trachycystis
Carex trachycystis är en halvgräsart som beskrevs av August Heinrich Rudolf Grisebach. Carex trachycystis ingår i släktet starrar, och familjen halvgräs. Inga underarter finns listade i Catalogue of Life.